# Оторви и выбрось
«Оторви и выбрось» — художественный фильм 2021 года российского режиссёра Кирилла Соколова с Викторией Коротковой, Соней Круговой, Анной Михалковой и Александром Яценко в главных ролях. Получил высокие оценки критиков.

## Сюжет
Главная героиня фильма — женщина по имени Ольга, которая выходит из тюрьмы и пытается забрать дочь Машу у своей матери Веры Павловны. Та не намерена отдавать ребёнка. При первой же встрече происходит поножовщина, и Ольге с Машей приходится убегать от бабушки через лес (один из критиков назвал это «Красной шапочкой наоборот»). Вере Павловне помогает полицейский Олег, в прошлом сожитель Ольги (когда-то Ольга оставила его без глаза, из-за чего и получила тюремный срок). Заканчивается фильм, по выражению рецензента портала «После титров», «мнимым хеппи-эндом».

## В ролях
- Виктория Короткова — Ольга
- Соня Кругова — Маша
- Анна Михалкова — Вера Павловна
- Александр Яценко — Олег
- Ольга Лапшина — надзирательница
- Виталий Хаев — муж надзирательницы
- Данил Стеклов — сын надзирательницы

## Релиз и оценки
В сентябре 2021 года картину показали на 32-м кинофестивале «Кинотавр», 24 марта 2022 года она вышла в театральный прокат. Фильм стал объектом живого интереса критиков и широкого круга зрителей благодаря успеху предыдущего проекта режиссёра Кирилла Соколова — «Папа, сдохни» (2018). Тем не менее на «Кинотавре» «Оторви и выбрось» не получил наград. Обозреватель Егор Москвитин («Правиламаг») назвал этот фильм «самым недооценённым», «самым весёлым, непредсказуемым и изобретательным фильмом конкурса».
По словам Москвитина, картину отличают «сложность, вычурность и щедрость решения сцен, к которым иные постановщики отнеслись бы как к проходным», «живой, бурлящий и даже яростный разговор» с жанровой классикой западного кино, «гротескное смешное насилие». Роман Ковалёв («После титров») отметил в своей рецензии, что Соколов «остроумно препарирует семейные отношения», не скатываясь в «чернуху», хотя на экране льются моря крови: ультранасилие для него — только средство, чтобы более легко и эффектно раскрыть мрачную проблематику. Анна Ентякова («Кинорепортёр»), разглядевшая в «Оторви и выбрось» социальную критику по разным направлениям, констатировала, что фильм «не вызывает чувства безнадёжности»: «он, напротив, пропитан нежностью и теплом — такими сильными, что, не будь здесь мата и насилия, его можно было бы внести в список кино для детства и юношества».
Егор Москвитин увидел «фундаментальную проблему» фильма, как и предыдущей картины Соколова, в том, что сценарии «не поспевают за режиссурой»: постановщик «лихо придумывает невероятные сцены — но пока не склеивает их в последовательные сюжеты». По мнению Романа Ковалёва, «Оторви и выбрось» — «более целостный и сюжетно ориентированный фильм», чем «Папа, сдохни!», «в нём куда более гармонично выдержан баланс между броским и дерзким визуалом и повествованием». По мнению Ефима Гугнина («Фильм.ру»), второй фильм Соколова «не такое выразительное кино, как соколовский же „Папа, сдохни“, и даже близко не столь жестокое», но это связано с иными режиссёрскими задачами. После «безумного гиньоля» Соколов снял «нежную семейную драму, разве что с до абсурда завышенными ставками», из тесной квартиры его герои вышли на открытые пространства. При этом стилистика сохранилась: «всё та же любовь к „зумам“ и практическим эффектам, комичное насилие и подчёркнуто манерное слоу-мо». В итоге, по словам Гугнина, «у Соколова вновь вышло очень синефильское произведение — в том смысле, что ему комфортно быть именно „фильмом“, а не слепком реальности, манифестом поколения или мощным социальным высказыванием».